# Rifugio Mario Fraccaroli
Rifugio Mario Fraccaroli (známé také jako Rifugio Fraccaroli, německy Fracarolihütte) je horská chata veronské sekce Italského alpského klubu (CAI) nalézající se nedaleko od vrcholu Cima Carega v Piccole Dolomiti.

## Poloha a okolí
Rifugio Fraccaroli se nachází na území obce Ala v provincii Trento, na hranici s provincií Verona, v nadmořské výšce 2238 metrů. Horská chata se nachází jen několik minut chůze od vrcholu Cima Carega, hlavního vrcholu skupiny Carega.
Kolem horské chaty prochází evropská dálková trasa E5 a Sentiero della Pace (německy Friedensweg).

## Historie
Horská chata Rifugio Fraccaroli byla vybudována v létě 1953 a slavnostně otevřena 11. října téhož roku. Je pojmenována po Mariu Fraccarolim, členu CAI Verona, který byl zastřelen ustupujícími německými vojáky v dubnu 1945, několik dní před koncem druhé světové války. Budova byla v průběhu let několikrát rozšířena a modernizována.

## Přístupy
- Z Rifugio Campogrosso, 1456 m, po stezce 157 (3 hodiny).
- Z Rifugio Scalobri, 1767 m, po stezce 157, 192 (1 hodina a 15 minut).
- Z Ronchi di Ala, 705 m, po stezce 108 (5 hodin).

## Sousední chaty a přechody
- Na Rifugio Monte Zugna, 1620 m, po stezce 108, 115 za 5 hodin
- na Passo Pian delle Fugazze, 1162 m, po stezce 157, 170 za 4 hodiny

## Výstupy na okolní vrcholy
- Cima Carega, 2259 m, 5 minut
- Cima Cherlong nebo také del Calieron, 2209 m, 30 minut
- Cima Posta, 2210 m, 40 minut

## Galerie

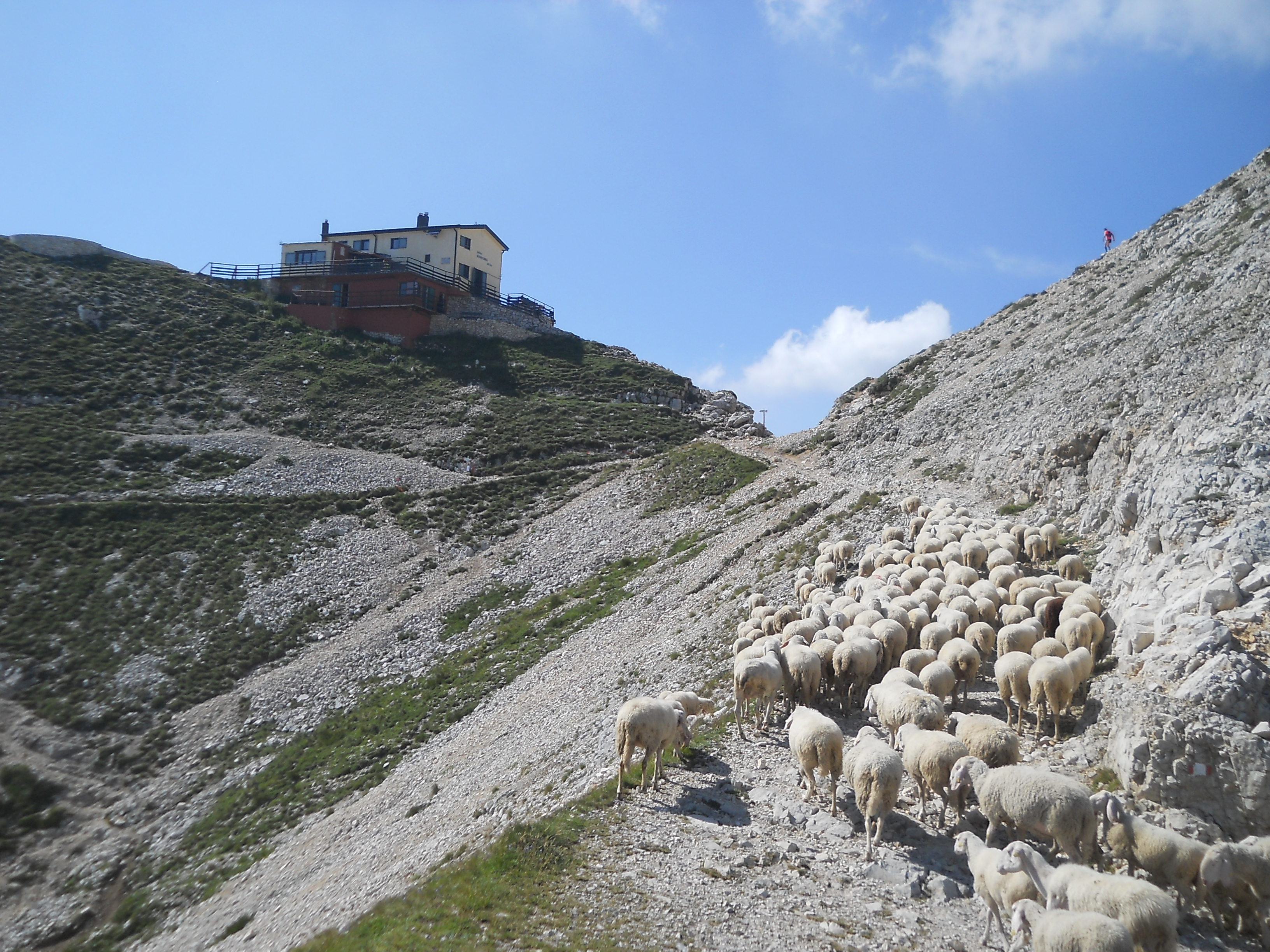
Rifugio Fracaroli
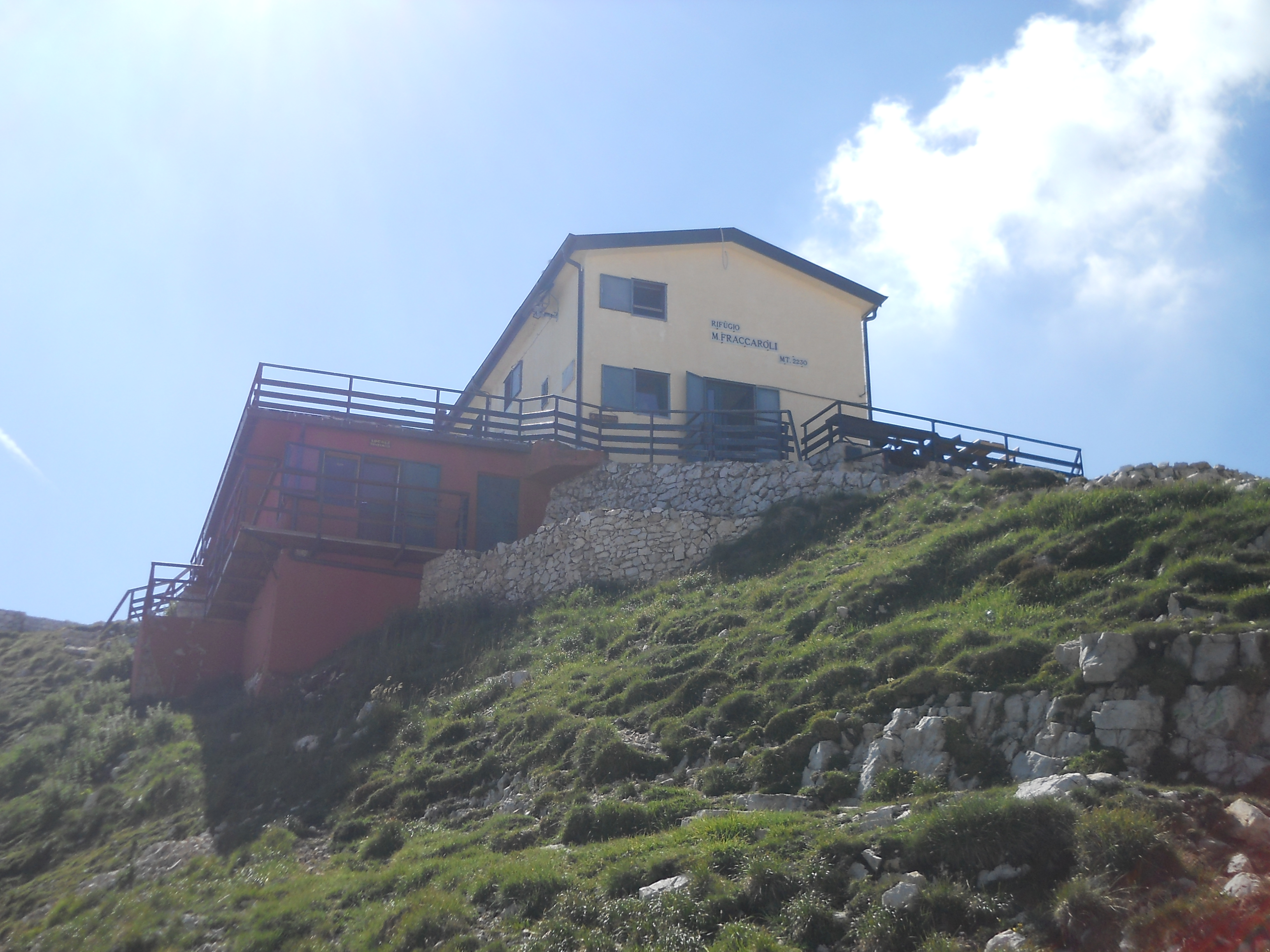
Rifugio Fracaroli
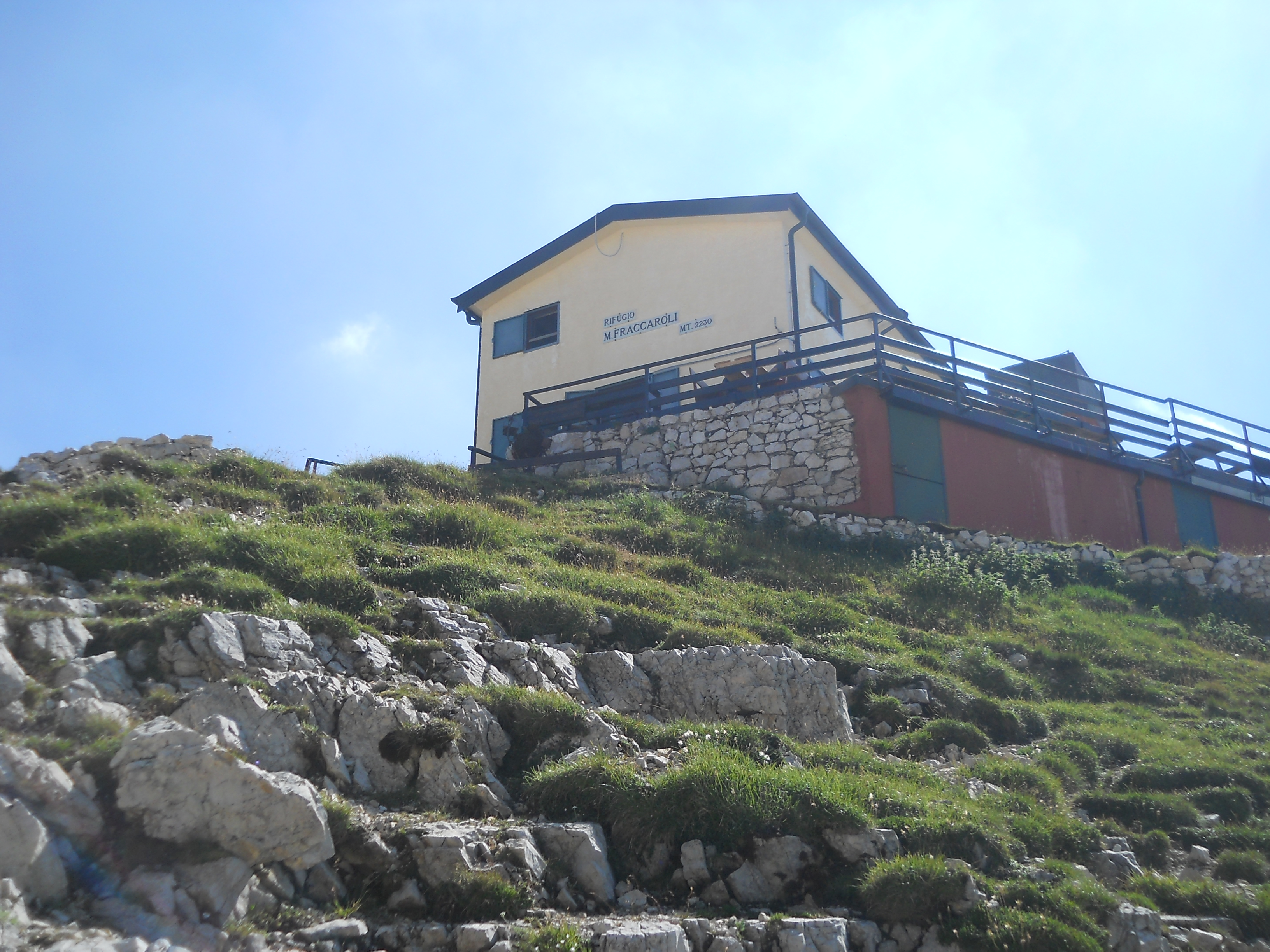
Rifugio Fracaroli
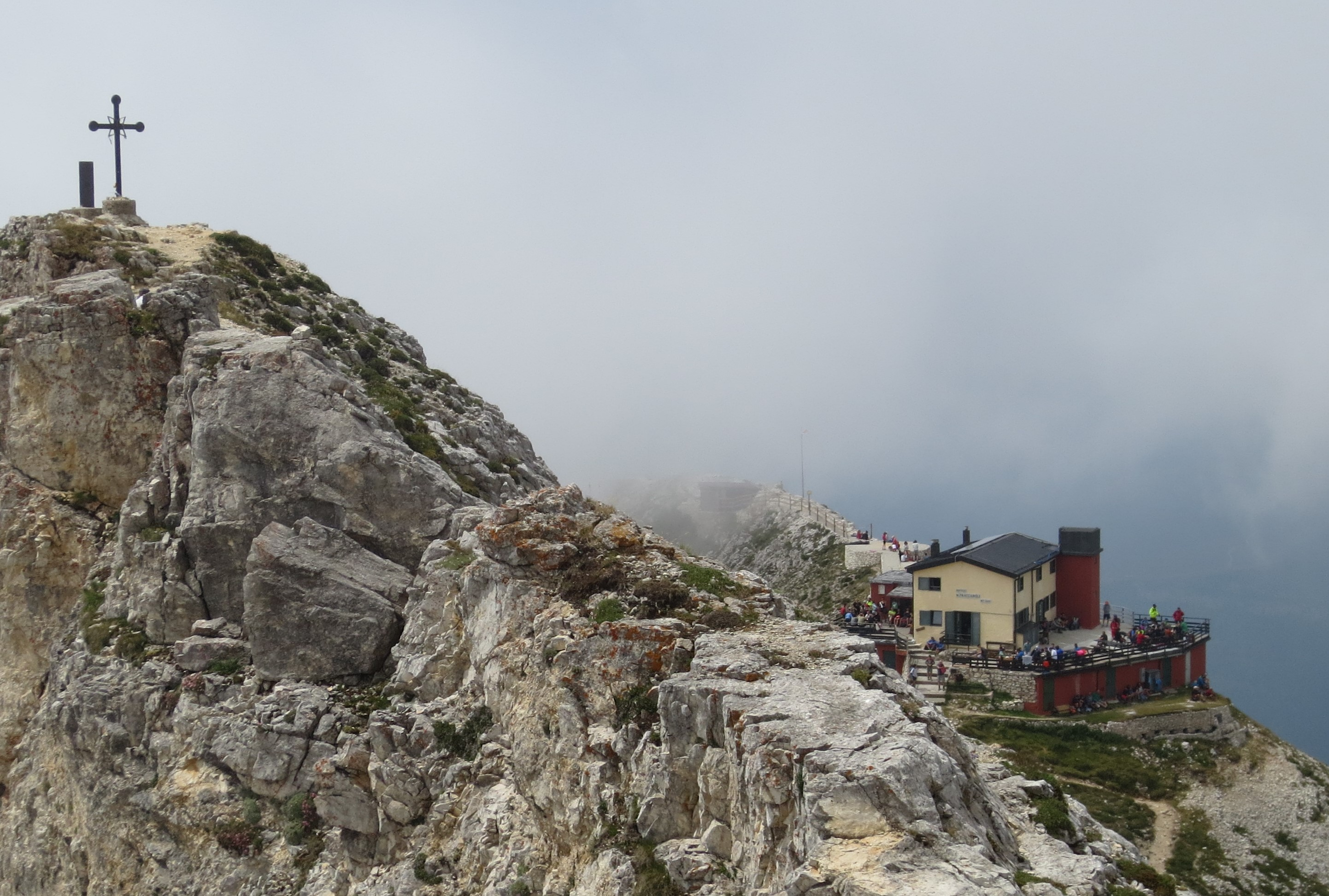
Rifugio Fracaroli